# Lawrence Sargent Hall
Lawrence Sargent Hall (1915 – 1993) è stato uno scrittore e anglista statunitense.

## Biografia
Dopo aver conseguito la laurea triennale al Bowdoin College nel 1936 e il dottorato di ricerca in letteratura inglese a Yale nel 1941, lavorò prima come censore all'Office of Strategic Services e poi come professore alla Deerfield Academy e Yale. Nel 1946 tornò alla sua alma mater, dove insegnò fino al 1986 (dal 1964 al pensionamento fu il rettore del dipartimento di anglistica). 
Nel 1960 vinse il Premio O. Henry con il suo racconto The Ledge, mentre due anni più tardi il suo romanzo d'esordio Stowaway gli valse  il William Falkner Award per il miglior debutto letterario. Nel 1967 fu candidato al Premio Nobel per la letteratura.

## Opere
- Hawthorne: Critic of Society (1943)
- The Ledge (1959)
- Stowaway (1961)
- How Thinking Is Written (1963)
- Seeing And Describing (1966)